# Football Club Igea Virtus Barcellona 2005-2006
Questa voce raccoglie le informazioni riguardanti  il Football Club Igea Virtus Barcellona nelle competizioni ufficiali della stagione 2005-2006.

## Rosa
| N. |                   | Ruolo | Calciatore              |
| -- | ----------------- | ----- | ----------------------- |
| -  | Italia (bandiera) | D     | Giuseppe Alizzi         |
| -  | Italia (bandiera) | C     | Francesco Alosi         |
| -  | Italia (bandiera) | A     | Giovanni Amodeo         |
| -  | Italia (bandiera) | C     | Daniele Ancione         |
| -  | Italia (bandiera) | A     | Antonio Berenato        |
| -  | Italia (bandiera) | C     | Alessandro Bonaffini    |
| -  | Italia (bandiera) | D     | Domenico Bonanno        |
| -  | Italia (bandiera) | C     | Francesco D'Anna        |
| -  | Italia (bandiera) | A     | Pietro Davide Dell'Orzo |
| -  | Italia (bandiera) | A     | Salvatorino Frisenda    |
| -  | Italia (bandiera) | A     | Claudio Giaco           |
| -  | Italia (bandiera) | A     | Giuseppe Ierna          |

| N. |                   | Ruolo | Calciatore         |
| -- | ----------------- | ----- | ------------------ |
| -  | Italia (bandiera) | D     | Carmelo La Spada   |
| -  | Italia (bandiera) | P     | Manolo Leacche     |
| -  | Italia (bandiera) | C     | Santo Matinella    |
| -  | Italia (bandiera) | C     | Antonino Mento     |
| -  | Italia (bandiera) | D     | Antonio Obbedio    |
| -  | Italia (bandiera) | D     | Marco Palma        |
| -  | Italia (bandiera) | D     | Antonino Panarello |
| -  | Italia (bandiera) | A     | Giovanni Ricciardo |
| -  | Italia (bandiera) | D     | Mario Russo        |
| -  | Italia (bandiera) | P     | Luca Siringo       |
| -  | Italia (bandiera) | D     | Francesco Tondo    |
| -  | Italia (bandiera) | C     | Andrea Tricarico   |